# Ray Loriga
Jorge Loriga Torrenova, més conegut com a Ray Loriga (Madrid, 5 de març del 1967), és un escriptor i director de cinema espanyol.

## Biografia
La seva novel·la Héroes, inspirada en el rock i el títol procedeix d'un disc de David Bowie, li va acostar estèticament a la Beat Generation, sobretot a autors com Carver, Kerouac i Bukowski. Molt relacionat amb el cinema, va debutar com a director el 1997 amb La pistola de mi hermano, adaptació de la seva novel·la Caídos del cielo i en què a més de la seva parella sentimental, la cantautora Christina Rosenvinge, apareixien Daniel González, Viggo Mortensen, Karra Elejalde i Nico Bidasolo. El 2006 va rodar Teresa, el cuerpo de Cristo, que aborda la vida de Teresa de Jesús, interpretada per Paz Vega, al costat de Leonor Watling, Geraldine Chaplin, José Luis Gómez i Eusebio Poncela.
Loriga i Christina Rosenvinge, una cantant i guitarrista espanyola d'origen danès van casar-se.
El 1997, va col·laborar en el guió de la pel·lícula de Pedro Almodóvar, Carne trémula. Així mateix va escriure el 2004 el guió de la pel·lícula El setè dia de Carlos Saura i el 2005 va escriure al costat del director i Elio Quiroga un guió per en Daniel Calparsoro.
El 2007, es va editar la novel·la Días aún más extraños, un llibre compost per diversos articles, una carta a Rodrigo Fresán i un parell de relats. El 2008 va publicar Ya sólo habla de amor, i els relats Los oficiales y El destino de Cordelia
El 2011 va publicar la novel·la juvenil El bebedor de lágrimas, primera d'una saga d'Alfaguara. L'autor va declarar públicament que la va escriure perquè necessitava diners. La seva última novel·la, també publicada a Alfaguara, és Za Za, emperador de Ibiza
A l'abril de 2017, Loriga guanyà el Premi Alfaguara de Novel·la per la seva nova obra Rendición, un dels premis més importants de les lletres castellanes.

## Obra

### Novel·la
- Lo peor de todo (1992)
- Héroes (1993)
- Caídos del cielo (1995)
- Tokio ya no nos quiere (1999)
- Trífero (2000)
- Ya solo habla de amor (2008)
- Sombrero y Mississippi (2010)
- El bebedor de lágrimas (2011)
- Za Za, emperador de Ibiza (2014)
- Rendición (2017)
- Sábado, domingo (2019)
- Cualquier verano es un final (2023)

### Relats
- Días extraños (1994)
- El hombre que inventó Manhattan (2004)
- Días aún más extraños (2007)
- Los oficiales y El destino de Cordelia (2009)

### Guió cinematogràfic
- La pistola de mi hermano (1997)
- Carne trémula (1997)
- Todos los aviones del mundo (2001)
- El séptimo día (2004)
- Ausentes (2005)
- Teresa, el cuerpo de Cristo (2007)
- La mujer del anarquista (2008)
- Vernon Walks (2016),[3]
- Born To be King (2019)
- Picasso y el Guernica (2021)

### Cuento infantil
- Los indios no hacen ruido (2006